# أولاد رحو (أولاد أمراح)
أولاد رحو هو دُوَّار يقع بجماعة أولاد زمام، إقليم الفقيه بن صالح، جهة بني ملال خنيفرة في المملكة المغربية. ينتمي الدوّار لمشيخة أولاد أمراح التي تضم 6 دواوير. يقدر عدد سكانه بـ 3269 نسمة حسب الإحصاء الرسمي للسكان والسكنى لسنة 2004.

## روابط خارجية
- البوابة الوطنية للجماعات الترابية
- المندوبية السامية للتخطيط